# Aula virtual
Aules virtuals són una nova modalitat educativa que es desenvolupa de manera complementària o independent a les formes tradicionals d'educació, i que sorgeix a partir de la incorporació de les tecnologies d'informació i comunicació (TIC), en els processos d'aprenentatge. Actualment ja estan en ús en moltes universitats de tot el món i algunes altres organitzacions dedicades a l'ajuda i el suport dels estudiants d'educació a distància.
Les TIC obren noves possibilitats d'innovació i millora dels processos formals d'aprenentatge, però la mera incorporació d'eines tecnològiques a les pràctiques educatives no garanteix de cap manera que la millora es produeixi realment. De fet, existeixen indicis de que el que passa, com a mínim en determinades ocasions, és exactament el contrari: que la introducció de les TIC en les pràctiques educatives serveix més per a reforçar els models dominants ja establerts d'aprenentatge que per a modificar-los.
L'educació virtual facilita la gestió de la informació i el contingut de la matèria a tractar i és mediat per les eines d'informació i tecnologia de comunicacions que proporcionen un aprenentatge més estimulant i motivador que tradicionalment.
Sens dubte, és un sistema d'auto-entrenament on cada estudiant és responsable del seu propi aprenentatge i el coneixement. Trencar les barreres físiques territorials per introduir un nou món on no hi ha nacionalitat. L'espai físic de l'aula a tot l'univers s'expandeix de manera que des de qualsevol lloc pot accedir a la informació sense distinció o restricció.
Entre les característiques que es poden trobar en diverses aules virtuals són els següents: el fòrum tradicional, notes descàrrega, exàmens en línia, conferències de vídeo, importants notícies, xarxes i estudis correlatius entre d'altres. A continuació es mostra una breu llista de les empreses que utilitzen aquesta metodologia per a una major comprensió del que van contribuir:
- Aula Virtual de la Facultat de Psicología1
- Aula V2
- Aula Virtual de la Facultat de Ciències Econòmiques - UnaM3
- Aula Virtual | Universitat Champagnat - UCH | Mendoza4
- Aula Virtual - Pestazzi Schule - Buenos Aires5

## Tipus
Es poden reconèixer quatre dimensions pedagògiques de l'aula virtual:
Informativa: es tracta del conjunt de materials (textual, multimèdia, gràfica o audiovisual) que col·laboren amb els participants en l'accés autònom als coneixements. Alguns exemples d'aquests materials són els temaris, classificacions, apunts (en format pdf, Word, entre d'altres), presentacions multimèdia, mapes conceptuals, animacions, enllaços o hipervincles a bibliografia complementària i a llocs d'interès que permeten ampliar els continguts o accedir a nous recursos d'utilitat.
Pràxica: es vincula en el conjunt d'accions, feines o activitats planificades pel docent per a facilitar el desenvolupament d'una experiència activa en la construcció del coneixement mitjançant, per exemple: la participació en fòrums de debat; la lectura i redacció de textos; la realització d'un diari personal; l'anàlisi de casos pràctics; la cerca d'informació; la creació d'una base de dades; l'elaboració de projectes individuals i grupals; la resolució de problemes i/o exercicis; la planificació i el desenvolupament en una investigació; el desenvolupament de treballs col·laboratius mitjançant wikis; o la realització de webquests, entre d'altres.
Comunicativa: es tracta de la varietat de recursos i accions que suposen la interacció entre participants i el docent a través d'eines com ara els fòrums, els xats, la missatgeria interna, el correu electrònic, la videoconferència o l'audioconferència.
Tutorial i evaluativa: fa referència a les funcions docents com a tutor o dinamitzador d'activitats individuals o grupals d'aprenentatge, organitzador de recursos telemàtics i evaluador de treballs i activitats.

## Context
L'espai general escolar es presenta com a factor de canvi educatiu en un model innovador d'aula anomenat ecològic obert ja que els diferents actors que intervenen no tenen límits d'espai i temps.
El model educatiu en el qual es basen la majoria de les aules virtuals en l'actualitat, es denomina aprenentatge en xarxa o aprenentatge col·laboratiu, d'acord amb les teories constructivistes i sociohistòriques. L'aprenentatge mediat per tecnologia prioritza la interacció col·laborativa i el diàleg, es basa en la participació i no en la transmissió, afavorint la construcció col·laborativa de coneixement. Aquests nous escenaris promouen les connexions entre els alumnes amb els tutors, i facilita l'accés a diferents recursos, conformant una comunitat virtual d'aprenentatge.
L'educació virtual facilita el maneig de la informació i de continguts tant de qui produeix o reprodueix els coneixements, com dels educands, i està intervinguda per les tecnologies de la informació i la comunicació (TIC), que proporcionen eines d'aprenentatge més estimulants i motivadores que les tradicionals.
Sens dubte és un sistema d'autoformació on cada estudiant és responsable del seu propi aprenentatge i coneixement. L'espai físic de l'aula s'amplia a tot l'univers, destacant el seu potencial d'ubiqüitat (capacitat de ser accedit des de diferents i distants punts), que permet accedir a la informació sense distinció ni restricció. En aquest sentit, comparteix les característiques de les eines del web 2.0 per la possibilitat que brinda d'un aprenentatge permanent.
En aquest espai d'aprenentatge es pot treballar de manera sincrònica o asincrònica, o de manera dual combinant ambdues maneres i també facilita l'aprenentatge col·laboratiu.
Avui en dia els recursos educatius distribuïts a través del web també són emprats en diverses situacions presencials. Podem identificar tres grans models formatius recolzats en e-learning:
- Model d'ensenyament presencial amb suport de Internet[6]
- Model semipresencial o de blended learning
- Model a distància o educació online[7]

## Plataformes LMS
Un LMS també rep el nom d'Entorn Virtual d'Aprenentatge (EVA), ambient virtual d'aprenentatge (AVA) o Virtual Learning Environment (VLE). Un LMS que a més afegeix la possibilitat de generar contingut amb eines d'autor, és un LCMS.
Una plataforma LMS és una aplicació instal·lada en un servidor que s'empra per a administrar, distribuir i controlar les activitats de formació presencial o E-Learning d'una institució o organització. En l'actualitat, hi ha diverses plataformes LMS. Algunes d'aquestes plataformes són de codi tancat o propietari i altres són de tipus open source, és a dir, que tenen llicència de codi obert.
Les LMS o plataformes d'E-Learning posseeixen les següents funcions:
- Crear i configurar cursos.
- Registrar professors.
- Matricular alumnes.
- Assignar cursos a un alumne.
- Realitzar avaluacions i coevaluacions.
- Informes de Progrés i Qualificacions.
- Publicació de Continguts i Activitats.

### Plataformes Open Source
Com el seu nom indica, són plataformes de codi obert. El seu ús, distribució i modificació són permesos d'acord amb la Llicència Open Source. Si bé no es paga una llicència, hi ha costos associats al hosting, instal·lació, configuració i administració d'aquestes plataformes.
- Moodle
- Claroline
- Chamilo
- Sakai
- ILIAS
- WordPress com LMS (WordPress és un CMS, no un LMS pròpiament dit, però amb alguns plugins o complements pot convertir-se en un LMS).
- Open EDX

### Plataformes Propietàries
Plataformes de codi tancat o propietari (també anomenat privatiu). Aquest codi no pot ser accedit i, per tant, modificat. Algunes d'aquestes plataformes són de pagament a través d'una llicència d'ús mensual o anual (Ex: Blackboard o Educativa) i altres gratuïtes (Ex. Edmodo o Google Classroom).
- Blackboard
- Catedr@
- eCollege
- Dokeos
- Canvas
- SumTotal
- Litmos
- Edmodo
- Educativa
- Google Classroom